# Carterodon sulcidens
Carterodon sulcidens es una especie de rata espinosa de América del Sur. Suelen encontrarse en Brasil. Es la única especie del género Carterodon.